# 颶風澤塔 (2020年)
颶風澤塔（英語：Hurricane Zeta）是一個季末的大型颶風，同年第六個在美國登陸的颶風。為2020年大西洋颶風季的第二十七個獲命名的風暴，第十二個颶風和第五個大型颶風。澤塔源於10月19日加勒比海西部的一個廣闊低壓區，於10月24日發展成第二十八號熱帶性低氣壓。10月25日早上，系統增強成熱帶風暴，並獲命名為澤塔（Zeta），澤塔在10月26日轉向西北移動並增強成颶風。當日晚上，澤塔在尤卡坦半島登陸，受地形摩擦影響，一度減弱至熱帶風暴的強度，但於10月27日離開尤卡坦半島後，澤塔很快便重整其結構，於10月28日增強成二級颶風並轉向東北移動，接近美國墨西哥灣沿岸地區。在登陸路易斯安那州前，澤塔繼續增強，最終以三級颶風的強度，即每小時185公里的最高持續風速在路易斯安那州科科德里 (路易斯安那州) 登陸。登陸後，澤塔的強度快速下滑並向東北方加速移動，在穿越維吉尼亞州中部時轉化為後熱帶氣旋，不久便在紐澤西州海岸附近消散，其殘餘隨後被溫帶氣旋吸收，在11月1至2日侵襲新英格蘭部分地區。

## 氣象歷史
10月15日，國家颶風中心開始監察加勒比海一個可能發展的廣闊低壓槽。10月21日，衛星圖像和雷達數據顯示，系統逐漸形成一清晰的環流。10月24日，系統的深層對流增加，並於當日中午12時增強成第二十八號熱帶性低氣壓。12小時後，該熱帶性低氣壓在金塔納羅奧州科蘇梅爾東南偏東約435公里處增強成熱帶風暴澤塔，成為有記錄以來最早的第27個大西洋熱帶或亞熱帶風暴，打破2005年颶風艾普塞朗保持的11月29日舊記錄。在維持近一天幾乎停留不動後，澤塔開始向西北移動，縱使受西北偏北的風切變稍為影響結構 ，其強度還是穩步上揚，於10月26日早上6時在科蘇梅爾東南370公里達到一級颶風的強度。10月27日早上3時55分，澤塔以每小時135公里的最高持續風速在金塔納羅奧州切穆伊爾市登陸，受到地形摩擦影響，風暴在登陸後不久便減弱為熱帶風暴，隨後於當日下午3時在猶加敦州普羅格雷索出海。

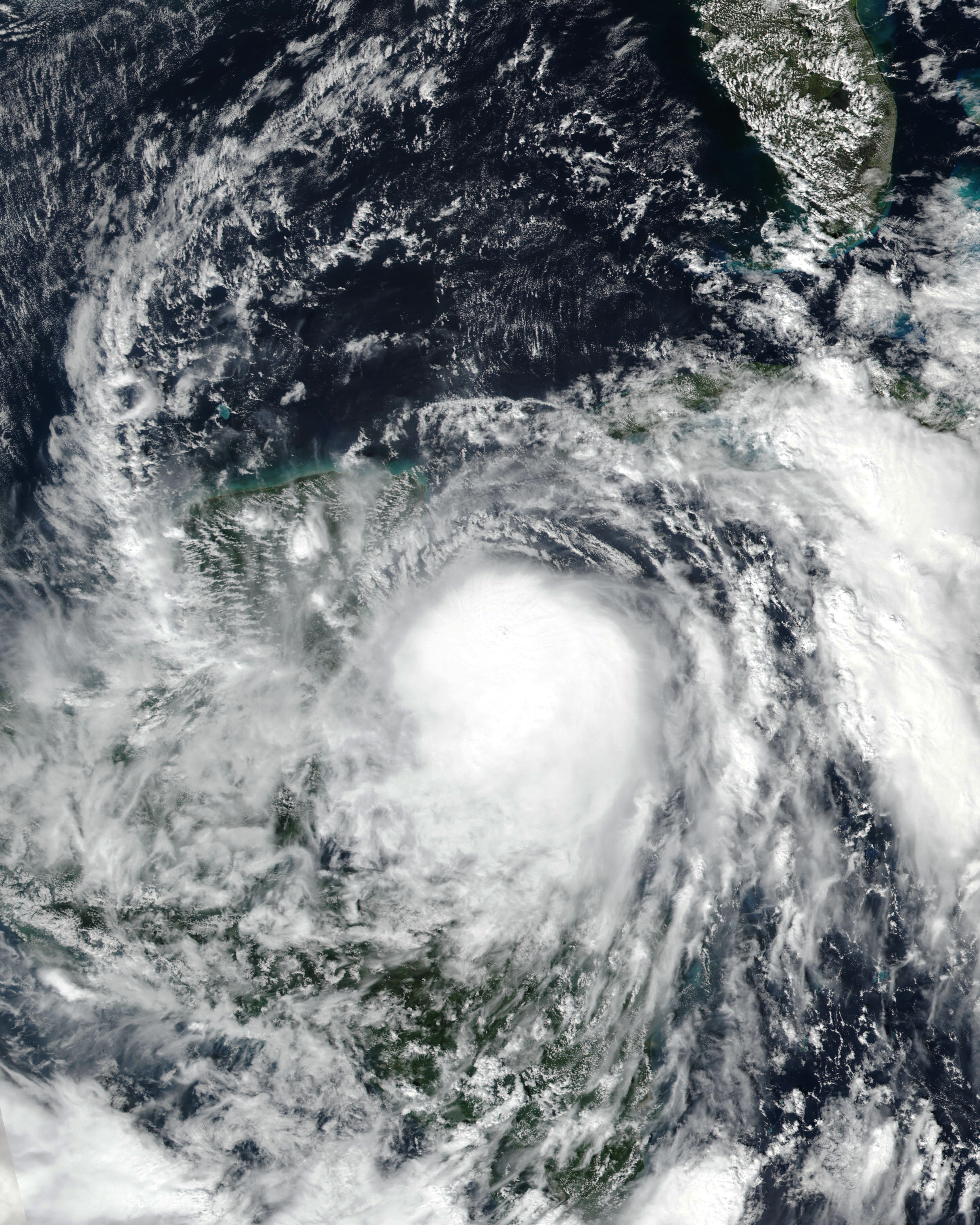
熱帶風暴澤塔於9月26日接近猶加敦半島

澤塔在出海後因受乾空氣影響引致其北面環流受損，使其中心暴露。10月28日，受惠於低風切且高海溫的有利環境，風暴開始重新增強，於早上6時在路易斯安那州新奧爾良以南約660公里處重新增強至一級颶風的強度，隨後開始加速，轉向東北方移動，於當日晚上9時以三級颶風，即每小時185公里的最高持續風速在路易斯安那州科科德里附近登陸，成為有紀錄以來最晚影響美國大陸的大型颶風，打破由1921年坦帕灣颶風保持的紀錄。澤塔在登陸後迅速減弱，於10月29日早上在阿拉巴馬州塔斯卡盧薩東南偏南約40公里處減弱為熱帶風暴，隨後在弗吉尼亞州夏洛茨維爾東南偏南約45公里處轉變為後熱帶氣旋。

## 防災措施

### 開曼群島和牙買加
開曼群島和牙買加對部分地區發布山洪警告，後者也發布小型船隻警告。

### 古巴
澤塔形成後，比那爾德里奧省發布熱帶風暴觀察預警 ，隨後升級為警告。然而，風暴比預期移動得更南，因此並沒有為當地造成太大影響。

### 墨西哥
在金塔納羅奧州，人們仍然從三週前侵襲該地區的颶風戴爾塔恢復過來。政府為居民和遊客設立數個避難所，同時暫停所有交通。一些載有遊客的船隻需停泊在紅樹林中以避開澤塔所帶來的海浪和狂風。

### 美國

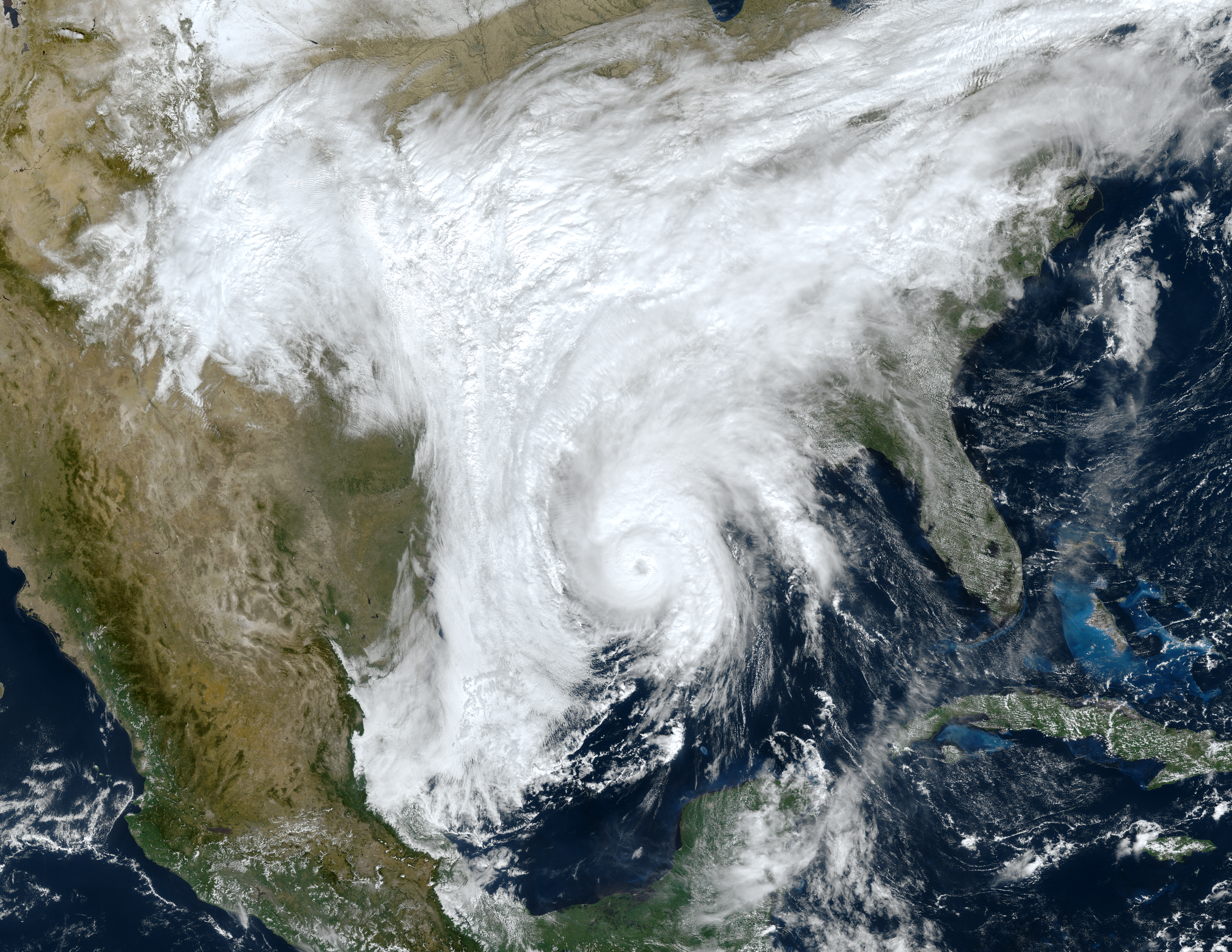
10月28日，颶風澤塔和南部平原冬季風暴互相影響

路易斯安那州東部和中部沿海以及密西西比州沿海地區發布颶風預警，特拉科斯特爾城以東至路易斯安那州摩根城以及阿拉巴馬州沿海地區則發布熱帶風暴預警，而以上地區均發出風暴潮預警。佛吉尼亞州北部和南部發布內陸熱帶風暴警告。這場風暴最終共發出兩個龍捲風預警；範圍從路易士安那州東南部延伸到喬治亞州西南部 。當風暴開始與冷鋒合併後，新英格蘭內陸發佈冬季天氣警示，並警告因積雪可能導致的道路問題。

#### 路易斯安那州
10月26日，路易斯安那州州長約翰·貝爾·愛德華茲宣布全州進入緊急狀態。格蘭德艾爾於10月27日發出強制撤離令，吉恩拉菲特下令自願撤離。杜蘭大學於10月28日將面授課程轉轉為虛擬學習，同時關閉校園內的保健中心。Cleco僱用200多名工人來幫助風暴過後恢復電力 。數個國家公園單位被關閉以度過風暴。

#### 密西西比州
密西西比州州長泰特·李維茲]]於10月28日宣布進入緊急狀態。在此之前，哈蒂斯堡和福雷斯特縣於10月27日發出緊急聲明。帕斯卡古拉、戈蒂埃、比洛克西和長灘的學校於10月28日至29日關閉。